# Great Little Trains of Wales
The Great Little Trains of Wales (deutsch etwa: „Großartige kleine Züge von Wales“, walisisch Trenau Bach Arbennig Cymru) ist eine Vereinigung der meisten touristisch genutzten Schmalspurbahnen in Wales. Ihre Aufgabe und Ziel ist ein gemeinsames Marketing sowie mehr Touristen nach Wales zu locken. Die Vereinigung wurde in den 1970er Jahren gegründet und zählt seit dem Beitritt der Fairbourne Railway im Jahr 2014 elf Mitglieder. Die Vereinigung bietet Rabattkarten an, mit der auf allen elf Linien eine Fahrpreisermäßigung gewährt wird.
Im Jahr 2019 hatte die Vereinigung die folgenden Mitglieder:
| Eisenbahn                            | Bild | Spurweite            | Lage           |
| ------------------------------------ | ---- | -------------------- | -------------- |
| Bala Lake Railway                    |      | 2 ft (610 mm)        | Llanuwchllyn   |
| Brecon Mountain Railway              |      | 1 ft 11¾ in (603 mm) | Merthyr Tydfil |
| Fairbourne Railway                   |      | 12¼ in (311 mm)      | Fairbourne     |
| Ffestiniog Railway                   |      | 1 ft 11½ in (597 mm) | Porthmadog     |
| Llanberis Lake Railway               |      | 1 ft 11½ in (597 mm) | Llanberis      |
| Snowdon Mountain Railway             |      | 2 ft 7½ in (800 mm)  | Llanberis      |
| Talyllyn Railway                     |      | 2 ft 3 in (686 mm)   | Tywyn          |
| Vale of Rheidol Railway              |      | 1 ft 11¾ in (603 mm) | Aberystwyth    |
| Welsh Highland Railway               |      | 1 ft 11½ in (597 mm) | Caernarfon     |
| Welsh Highland Heritage Railway      |      | 1 ft 11½ in (597 mm) | Porthmadog     |
| Welshpool and Llanfair Light Railway |      | 2 ft 6 in (762 mm)   | Welshpool      |

Die Teifi Valley Railway und die Standseilbahn Great Orme Tramway in Llandudno gehören der Vereinigung nicht an.